# Museum of Urban and Contemporary Art (MUCA)

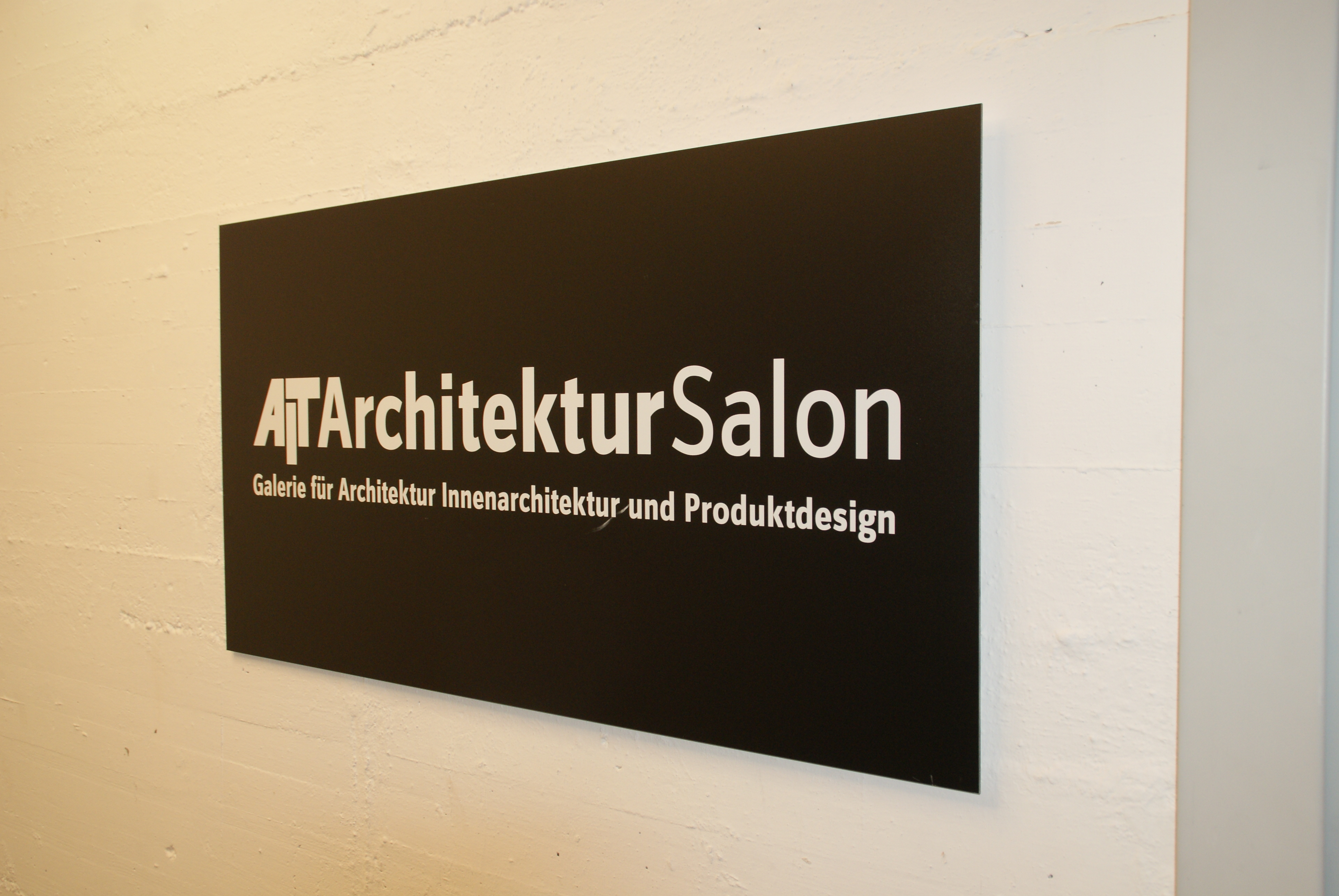

Le Musée d'art urbain et contemporain (MUCA) est un musée d'art situé dans la vieille ville de Munich.

## Description
Le musée de la 12 Hotterstraße (dans l'ancienne sous-station de la Stadtwerke, dans le Hackenviertel près de la Marienplatz) a été ouvert le 9 décembre 2016 . Il montre l'art urbain sur une superficie de plus de 2 000 mètres carrés. On peut voir des œuvres de Shepard Fairey, Zeus, David Choe et Banksy .

Il a été fondé par les collectionneurs privés Stephanie et Christian  Utz.  Celui-ci a dit:

« Le Street art en tant que forme d'art du 21e siècle est considéré à juste titre comme un phénomène célébré mondialement. Néanmoins, le street art et l'art urbain font à peine partie du discours artistique actuel, c'est ce qui m'a amené à la décision de construire le premier musée d'art urbain d'Allemagne, en inscrivant le street art dans l'histoire de l'art et en construisant un pont entre la scène artistique internationale, artistes et le public, »

La façade du bâtiment a été conçue par l'artiste Stohead. Le musée a été répertorié dans le Top 10 des galeries allemandes à visiter en 2019.
Les expositions sont accompagnées d'un programme avec des discussions d'artistes et d'experts, des lectures, des visites et des ateliers. En 2019, le Musée MUCA et ses projets ont compté plus de 100000 visiteurs.

## Expositions
- STREETOPOLY I & II (2017)
- THE ART OF WRITING (2017)
- BUNTE Art (Juin 2018) en collaboration avec Hubert Burda Media : artistes exposés Andy Warhol avec la toile Magazine and History, Mirko Borsche, Carsten Fock, Roger Fritz, Hell Gette, Michael von Hassel, Olaf Nicolai, Anselm Reyle, Benjamin Roeder, Stefan Strumbel, Laurence de Valmy, Mia Florentine Weiss et Wolfgang Wilde[6],[7]
- KUNSTLABOR 13 octobre au 31 décembre 2018
- Urban Fine Art II avec 20 œuvres de Banksy (2019)[8]
- Women in Street Art (2019)
- SWOON – Time Capsule (2020) de Swoon[9]